# Matthias Gatzemeier
Matthias Gatzemeier (* 10. Februar 1937 in Haselünne, Landkreis Emsland) ist ein deutscher Philosoph mit den Schwerpunkten Praktische Philosophie, Wissenschaftstheorie und Technikphilosophie. Er rechnet sich der Erlanger-Konstanzer-Schule des von Paul Lorenzen begründeten Konstruktivismus zu.

## Wirken
Gatzemeier besuchte in Meppen das von den Maristenpatres geführte Progymnasium von 1948 bis 1954 und wechselte danach an das altsprachliche Gymnasium in Fürstenzell bei Passau, wo er 1957 das Abitur ablegte. Sein Studium begann er 1957 an der privaten Maristenhochschule in Fürstenzell. 1958 wechselte er an die Universität Münster  mit den Fächern  Philosophie, Altphilologie, Theologie und Pädagogik. Dort promovierte er summa cum laude im Jahre 1967 bei Friedrich Kaulbach und bei Heinrich Dörrie über Die Naturphilosophie des Straton von Lampsakos. Seine Assistenzzeit schloss er mit der Habilitation unter Friedrich Kambartel an der Universität Konstanz im Jahre 1973 mit einer Arbeit über das Problem der Wissenschaftlichkeit der Theologie, die er in zwei Bänden veröffentlichte. Ferner publizierte er Arbeiten zur Theorie der Wissenschaftsgeschichtsschreibung.
Ab 1973 war er zunächst Privatdozent in Konstanz und hatte im Sommersemester 1974 eine Vertretung einer H-2 Professur in Hamburg. Seit 1975 ist er Professor für Praktische Philosophie an der RWTH Aachen. Seit Ende der 1980er Jahre arbeitet er zusätzlich über Technikphilosophie. Hierzu hatte er eine Vertretung im Sommer 1989 an der Universität Marburg. Gatzemeier wurde im Wintersemester 2001 emeritiert.

## Publikationen
- Die Naturphilosophie des Straton von Lampsakos. Zur Geschichte des Problems der Bewegung im Bereich des frühen Peripatos. Monographien zur Naturphilosophie, Bd. X, 1970
- Theologie als Wissenschaft?, Bd. 1: „Die Sache der Theologie“, Stuttgart 1974; Bd. 2: „Wissenschafts- und Institutionenkritik“, Stuttgart 1975
- Philosophie als Theorie der Rationalität, Analysen und Rekonstruktionen, hgg. v. Jürgen Villers, Bd. 1: „Zur Philosophie der wissenschaftlichen Welt“, Würzburg 2005; B.d. 2: „Reflektierte Praxis. Normentheorie und Anwendungsethik“, Würzburg 2007
- Unser aller Alphabet. Kleine Kulturgeschichte des Alphabets. Mit einem Exkurs über den Raffael-Code. In honorem Christian Stetter, Shaker Verlag, Aachen 2009

als Herausgeber
- Verantwortung in Wissenschaft und Technik,  BI-Wissenschaftsverlag, Mannheim, Wien, Zürich 1989